# Juliano César Koagura
Juliano César Koagura, mais conhecido simplesmente como Juliano (Ribeirão Preto, 6 de fevereiro de 1985), é um ex-futebolista brasileiro que atuava como meio-campo.

## Carreira
Juliano iniciou sua carreira no Comercial Futebol Clube, atuou em outras equipes do Brasil, passou pelo Widzew Łódź da Polônia.
Em 3 de julho de 2007, assinou com o Avaí. Em 2008, Juliano participou do elenco na campanha do time na conquista do acesso à Série A no Campeonato Brasileiro da Série B de 2008. Após não ter um maior aproveitamento no time e atos de indisciplina, Juliano deixa o Avaí.
Em 2009, atuou pelo Náutico.
Em 2010, defendeu o Duque de Caxias. Ainda em 2010 passou pelo ABC mas sofreu várias lesões e não conseguiu ficar no clube.
Para a temporada de 2011, foi anunciado reforço do São José-SP para o Campeonato Paulista - Série A2.
Na temporada de 2013, Juliano foi contratado pelo Cianorte. Ainda no mesmo ano, assinou com o Marcílio Dias para atuar na Divisão Especial do Campeonato Catarinense.
Para a temporada seguinte foi contratado pelo Caldense para a disputa do Campeonato Mineiro.

## Títulos
ABC
- Campeonato Brasileiro - Série C: 2010

Ituano
- Sempione Cup (Suíça): 1999

Marcílio Dias
- Campeonato Catarinense - Divisão Especial: 2013